# Anthony Gordon (labdarúgó)
Anthony Michael Gordon (London, 2001. február 24. –) angol utánpótlás válogatott-labdarúgó, a Premier League-ben szereplő Newcastle United játékosa.

## Pályafutása

### Everton FC
2012-ben 11 évesen csatlakozott az ifjúsági csapathoz. 
2017. december 7-én nevezték először a  felnőttcsapatba, és az Európa-liga kupasorozatába játszotta első profi mérkőzését, az Apóllon Lemeszú ellen. 
A találkozó utolsó két percében kapott játéklehetőséget, Kevin Mirallas-t váltva.
2020 januárjában debütált a Premier Leagueben (bajnokság), egy idegenbeli 1–1-s West Ham United elleni találkozón, csereként Bernardot váltva.
Június 21-én lépett először pályára kezdőként a Liverpool FC elleni 0–0-s mérkőzésen.
Szeptember első napján új ötéves szerződést írt alá az együttessel.
2022. január 2-án jegyezte pályafutása első gólját a Brighton & Hove  Albion elleni 2–3-s idegenbeli bajnokin, amelyen duplázni tudott.

#### Preston North End
2021. február elsején kölcsönvették az Everton csapatától, a 2020/21-es szezon végéig.
Öt nappal később, február 6-án debütált idegenbeli környezetben a Rotherham United elleni 1–2-s bajnokin.

### Newcastle United
2023. január 29-én a Newcastle United bejelentette, hogy megvásárolták a játékost és egy hosszútávú szerződést írt alá.
Február 4-én a 2022–2023-as idény 22. fordulójában debütált a West Ham United elleni 1–1-es bajnokin, a 69 percben állt be csereként Allan Saint-Maximinet váltva.
Május 28-án a szezon utolsó bajnokiján szerezte első találatát a Chelsea vendégeként, az 1–1-es mérkőzés nyitógólját szerezte a 9. percben.

### A válogatottban
Többszörös korosztályos válogatott.
2024. március 14-én bekerült az angol felnőtt csapatba, miután Gareth Southgate nevezte a Brazília és a Belgium ellen készülő 25-fős keretbe.

## Statisztika
2023. január 14-i állapot szerint.
| Klub                        | Szezon           | Bajnokság        | Bajnokság | Bajnokság | Kupa  | Kupa  | Ligakupa | Ligakupa | Egyéb | Egyéb | Összes | Összes |
| Klub                        | Szezon           | Liga             | Mérk.     | Gólok     | Mérk. | Gólok | Mérk.    | Gólok    | Mérk. | Gólok | Mérk.  | Gólok  |
| --------------------------- | ---------------- | ---------------- | --------- | --------- | ----- | ----- | -------- | -------- | ----- | ----- | ------ | ------ |
| Everton                     | 2017–2018        | Premier League   | 0         | 0         | 0     | 0     | 0        | 0        | 1     | 0     | 1      | 0      |
| Everton                     | 2019–2020        | Premier League   | 11        | 0         | 0     | 0     | 1        | 0        | 0     | 0     | 12     | 0      |
| Everton                     | 2020–2021        | Premier League   | 3         | 0         | 2     | 0     | 2        | 0        | 0     | 0     | 7      | 0      |
| Everton                     | 2021–2022        | Premier League   | 29        | 4         | 4     | 0     | 1        | 0        | 0     | 0     | 34     | 4      |
| Everton                     | 2022–2023        | Premier League   | 16        | 3         | 1     | 0     | 1        | 0        | —     | —     | 18     | 3      |
| Everton                     | Összesen         | Összesen         | 65        | 7         | 7     | 0     | 5        | 0        | 1     | 0     | 78     | 7      |
| Preston North End (kölcsön) | 2020–2021        | Championship     | 11        | 0         | —     | —     | —        | —        | —     | —     | 11     | 0      |
| Preston North End (kölcsön) | Összesen         | Összesen         | 11        | 0         | —     | —     | —        | —        | —     | —     | 11     | 0      |
| Newcastle United            | 2022–2023        | Premier League   | 0         | 0         | —     | —     | 0        | 0        | —     | —     | 0      | 0      |
| Newcastle United            | Összesen         | Összesen         | 0         | 0         | —     | —     | 0        | 0        | —     | —     | 0      | 0      |
| Karrier összesen            | Karrier összesen | Karrier összesen | 73        | 7         | 7     | 0     | 5        | 0        | 5     | 1     | 90     | 8      |

1. ↑  Mérkőzése(i) az Európa Ligában

## Sikerei, díjai
Anglia U21
- U21-es Európa-bajnokság: 2023